# Martin Kronauer

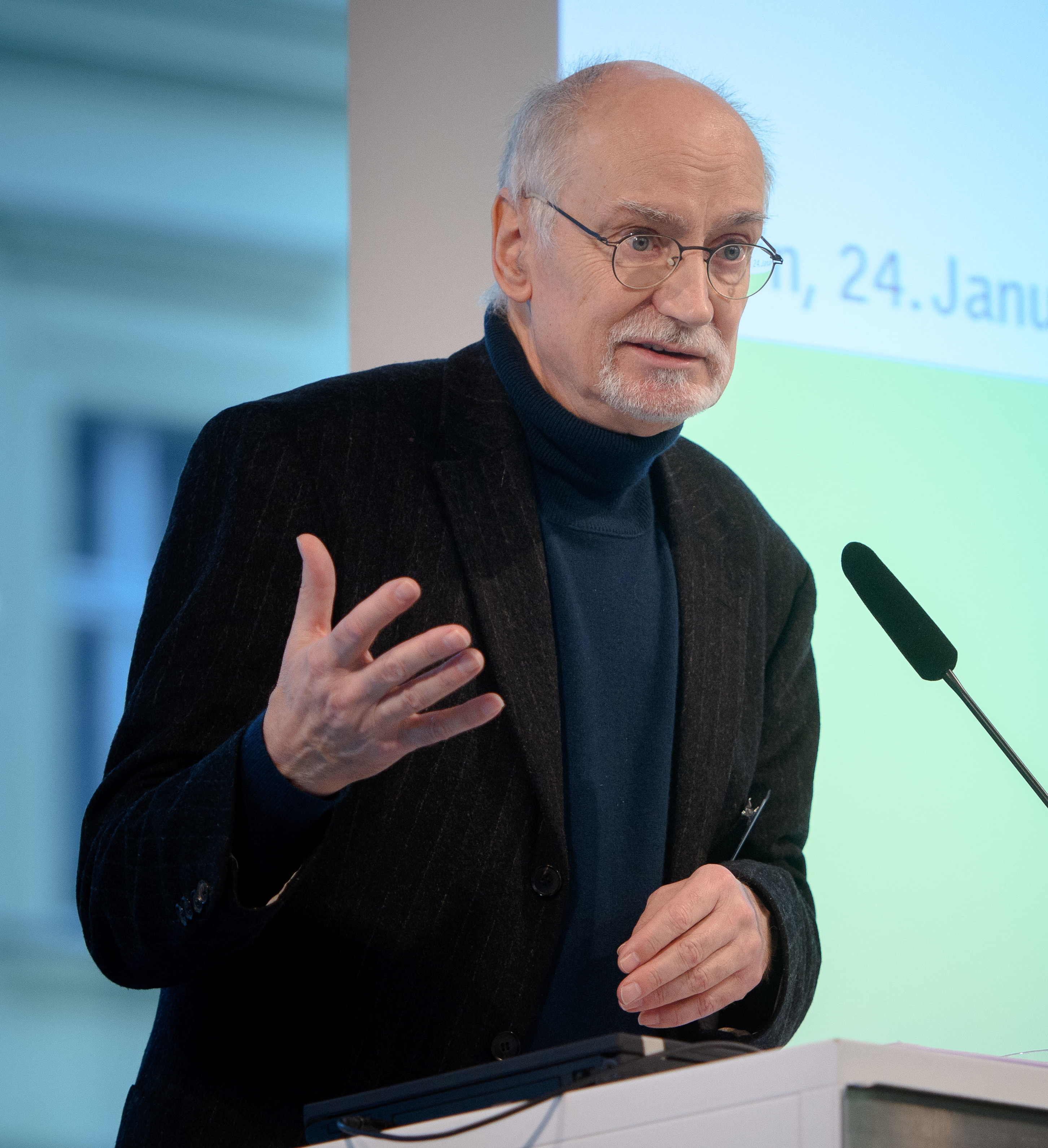
Martin Kronauer, 2017

Martin Kronauer (* 1949 in Grötzingen) ist ein deutscher Soziologe, der als Professor an der Hochschule für Wirtschaft und Recht Berlin (HWR) lehrte. Seine Arbeitsschwerpunkte sind Theorie und Empirie sozialer Exklusion, Stadt und soziale Ungleichheit, Wandel der Erwerbsarbeit und neue soziale Frage.

## Akademischer Werdegang
Kronauer studierte Soziologie, Politikwissenschaft und Philosophie an der Ruprecht-Karls-Universität Heidelberg sowie der Technischen Hochschule Darmstadt, wo er 1981 das Magister-Examen ablegte. Von 1983 bis 1984 forschte er an der New School for Social Research in New York City. Die Promotion erfolgte 1988 an der Freien Universität Berlin. Nach fünfzehnjähriger Tätigkeit als wissenschaftlicher Mitarbeiter und Projektleiter am Soziologischen Forschungsinstitut (SOFI) an der Georg-August-Universität Göttingen, wo er 2001 auch habilitiert wurde, und Stationen als Gastwissenschaftler und Vertretungsprofessor, wurde Kronauer 2002 Professor für
Gesellschaftswissenschaft mit dem Schwerpunkt Strukturwandel und
Wohlfahrtsstaat in internationaler Perspektive an der Fachhochschule für Wirtschaft in Berlin, die 2009 in die HWR umgewandelt wurde. 
Kronauer war Fellow des Hanse-Wissenschaftskollegs Delmenhorst, Vertretungs- und Gastprofessor an der Universität Göttingen und der Universität Wien und arbeitete mit dem Deutschen Institut für Erwachsenenbildung in Bonn zusammen. Er ist Beiratsmitglied der PROKLA.

## Schriften (Auswahl)
- Im Schatten der Arbeitsgesellschaft. Arbeitslose und die Dynamik sozialer Ausgrenzung, Frankfurt/Main, New York: Campus-Verlag, 1993, ISBN 3-593-34962-0 (zusammen mit Berthold Vogel und Frank Gerlach)
- Exklusion. Die Gefährdung des Sozialen im hoch entwickelten Kapitalismus, Frankfurt/Main, New York: Campus-Verlag, 2002, ISBN 3-593-37049-2 (zugleich Habilitationsschrift), zweite aktualisierte und erweiterte Ausgabe 2010
- An den Rändern der Städte. Armut und Ausgrenzung, Frankfurt am Main: Suhrkamp, 2004, ISBN 3-518-12252-5 (Herausgeber mit Hartmut Häußermann und Walter Siebel)
- Flexicurity. Die Suche nach Sicherheit in der Flexibilität, Berlin: Edition Sigma, 2005, ISBN 3-89404-996-0 (Herausgeber mit Gudrun Linne)
- Inklusion und Weiterbildung. Reflexionen zur gesellschaftlichen Teilhabe in der Gegenwart, Bielefeld: Bertelsmann, 2010, ISBN 978-3-7639-1964-2 (Herausgeber)
- Polarisierte Städte. Soziale Ungleichheit als Herausforderung für die Stadtpolitik, Frankfurt/Main, New York: Campus Verlag, 2013. ISBN 978-3-593-39974-4 (Herausgeber mit Walter Siebel).
- Kritik der auseinanderdriftenden Gesellschaft, Frankfurt/Main, New York: Campus Verlag, 2020. ISBN 978-3-593-51300-3.